# Metopius sapporensis
Metopius sapporensis là một loài tò vò trong họ Ichneumonidae.